# Mieczysław Pietruski

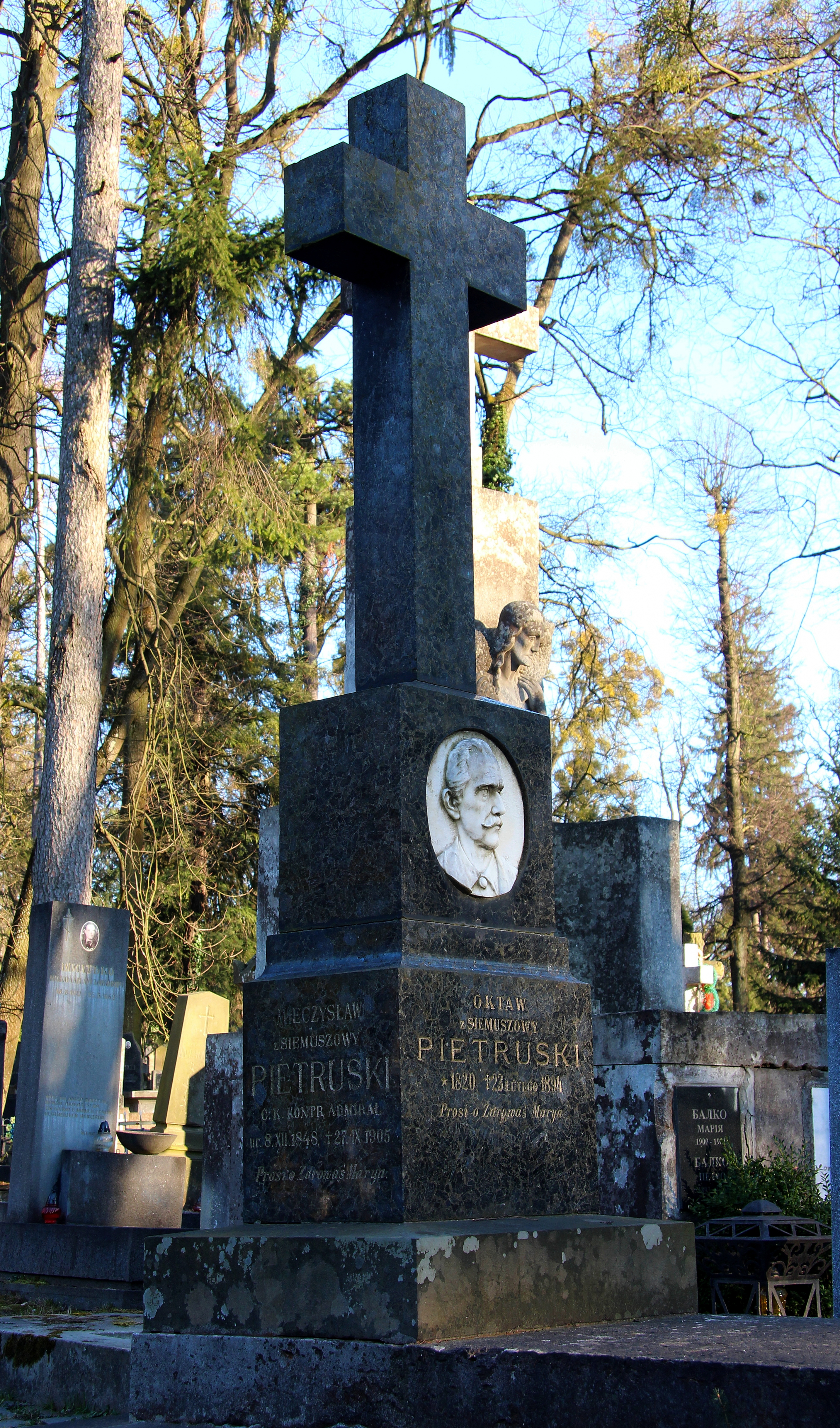

Mieczysław Marian Pietruski (ur. 8 grudnia 1848 we Lwowie, zm. 27 września 1905 w Wiedniu) – kontradmirał cesarskiej i królewskiej Marynarki Wojennej, narodowości polskiej.

## Życiorys

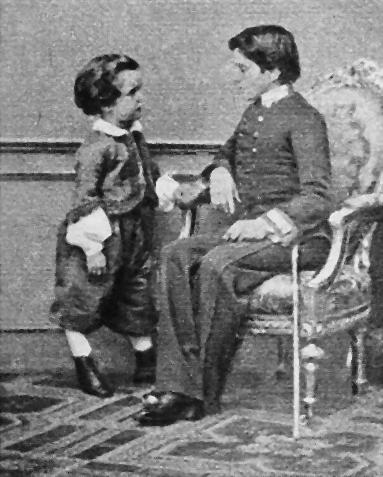
jako kadet z młodszym bratem

Mieczysław Marian Pietruski (podaje się też Mieczysław Marian z Siemuszowy Pietruski) urodził się 8 grudnia 1848 we Lwowie, w rodzinie urzędnika, później posła na sejm galicyjski Oktawa Pietruskiego i Stefanii z Augustynowiczów. Uczył się we Lwowie i szkole rycerskiej Theresianum w Wiedniu. W wieku 17 lat wstąpił do Akademii Morskiej w Fiume.
Jeszcze w trakcie nauki, w związku z wojną z Włochami został 18 czerwca 1866 powołany do c. i k. Marynarki Wojennej, jako prowizoryczny kadet. Służył na fregatach pancernych SMS Erzherzog Ferdinand Max, następnie SMS Drache, na pokładzie której wziął udział w bitwie pod Lissą 20 lipca 1866. W lipcu 1867 ukończył Akademię Morską, jako kadet drugiej klasy. Służył następnie na kanonierce SMS "Wal", fregacie parowej SMS "Schwarzenberg", fregacie pancernej SMS "Ferdinand Max" i korwecie SMS "Erzherzog Friedrich" (1868), na pokładzie której wziął udział w ponad dwuletnim rejsie na wody Dalekiego Wschodu (wynikiem tego była napisana po polsku praca o historii Chin, która jednak nie została opublikowana).

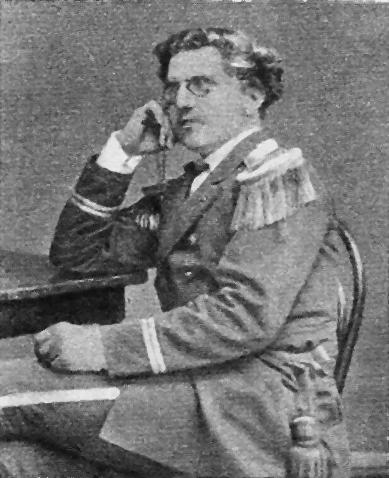
jako porucznik marynarki 2 klasy

W latach 1872–1874 służył na okrętach: pancerniku kazamatowym SMS "Lissa", SMS "Bellona" i pancerniku SMS "Drache", awansował też na pierwszy stopień oficerski. W 1875 przeszedł do Urzędu Hydrograficznego. W tym czasie zaczął się zajmować techniką morską i wyróżniać jako wynalazca. W kolejnych latach zajmował się m.in. ulepszeniem torped, min (miny Pietruskiego), dział i dalmierzy marynarki austro-węgierskiej, za co otrzymywał liczne pochwały. Opublikował wiele artykułów z dziedziny techniki wojennomorskiej oraz analizy współczesnych walk morskich w miesięczniku Mitteilungen aus dem Gebiete des Seewesens. W 1881 założył i przez 3 lata redagował Almanach für die k.u.k. Kriegs-Marine, będący pierwszym w świecie rocznikiem floty wojennej.
W latach 1876–1878 służył na kanonierce SMS "Albatros", po czym został przeniesiony do Arsenału Morskiego w Poli, gdzie pracował do 1884. Ukończył w tym okresie kurs nurków oraz obsługi maszyn okrętowych, a w 1882 służył na pancerniku kazamatowym SMS "Erzherzog Albrecht" jako oficer wachtowy, podczas działań wojennych u wybrzeży południowej Dalmacji.
Od 1884 do 1885 służył w Korpusie Marynarzy jako dowódca kompanii, a następnie jako oficer nawigacyjny na pancerniku SMS "Erzherzog Ferdinand Max" i I oficer na korwecie SMS "Narenta". W latach 1886–1889 był przydzielony do 7. Oddziału Morskiego Komitetu Technicznego.
W 1890 objął dowództwo okrętu pomocniczego "Triton", którym dowodził czternaście miesięcy. Dowodził później okrętami: "Taurus" i Planet. W 1893 ulepszył dalmierz, wprowadzany następnie na wyposażenie floty. W październiku 1896 objął kierownictwo 5. Oddziału w Morskim Komitecie Technicznym i sprawował je z przerwami do września 1901. W latach 1897–1898 dowodził okrętem warsztatowym "Cyklop", za dowodzenie którym podczas blokady Krety w 1897 otrzymał cesarską pochwałę. Dowodził następnie pancernikiem kazamatowym Kaiser Max, po czym, od 1899 krążownikiem SMS Kaiser Franz Joseph I i od 1901 pancernikiem obrony wybrzeża SMS Wien. Od 1903 objął stanowisko komendanta Arsenału Morskiego w Poli. 1 maja 1904 awansował na stopień kontradmirała. Od września 1904 dowodził eskadrą pancerników, a następnie 2.
Dywizjonem Pancerników. Z eskadrą wziął udział w misji dyplomatycznej i wojskowej do Stambułu (Pietruski miał godność szambelana cesarskiego).
Mieczysław Pietruski zmarł nagle 27 września 1905 w Wiedniu, podczas operacji usunięcia czyraka gromadnego. Został pochowany na cmentarzu Łyczakowskim we Lwowie, w kwaterze rodzinnej.
W 1893 ożenił się z Otylią Stricker, nie miał dzieci. Był oficerem szanowanym we flocie austro-węgierskiej i za granicą, utrzymywał też kontakty z Polakami.

## Przebieg kariery
- kadet morski II klasy – lipiec 1867
- kadet morski I klasy – lipiec 1871
- podchorąży okrętu liniowego (podporucznik marynarki) – 1872
- Linienschiffsleutnant II kl. – porucznik okrętu liniowego II klasy (porucznik marynarki) – 1880(?)
- Linienschiffsleutnant I kl. – porucznik okrętu liniowego I klasy (kapitan marynarki) – ok. 1884
- Korvettenkapitän (komandor podporucznik) – 1893
- Fregattenkapitän (komandor porucznik) – maj 1896
- Linienschiffskapitän (komandor) – 1899
- Kontreadmiral (kontradmirał) – 1 maja 1904

## Odznaczenia
- Kawaler Orderu Korony Żelaznej III klasy[1]
- Krzyż Zasługi Wojskowej[1]
- Medal Wojenny[1]
- Medal Jubileuszowy Pamiątkowy dla Sił Zbrojnych i Żandarmerii[1]
- Odznaka za Służbę Wojskową III klasy[1]
- hiszpański Krzyż Kawalerski I klasy Orderu Zasługi Wojskowej
- szwedzki Krzyż Kawalerski Orderu Miecza
- turecki Order Medżydów III klasy
- grecki Krzyż Wielki Orderu Zbawiciela